# Tangchijie (köpinghuvudort i Kina, Yunnan Sheng, lat 24,96, long 103,03)
Tangchijie (kinesiska: 汤池) är en köpinghuvudort i Kina. Den ligger i provinsen Yunnan, i den sydvästra delen av landet, omkring 37 kilometer öster om provinshuvudstaden Kunming. Antalet invånare är 61 605. Befolkningen består av 30 242 kvinnor och 31 363 män. Barn under 15 år utgör 18,0 %, vuxna 15-64 år 70 %, och äldre över 65 år 11,0 %.
Runt Tangchijie är det ganska tätbefolkat, med 179 invånare per kvadratkilometer. Närmaste större samhälle är Kuangyuan, 12,7 km öster om Tangchijie. Runt Tangchijie är det i huvudsak tätbebyggt.
Genomsnittlig årsnederbörd är 1 007 millimeter. Den regnigaste månaden är juni, med i genomsnitt 216 mm nederbörd, och den torraste är januari, med 12 mm nederbörd.